# Campeonato Europeu de Atletismo em Pista Coberta de 2015 - 3000 m masculino
A prova dos 3000 metros masculino do Campeonato Europeu de Atletismo em Pista Coberta de 2015 foi disputada entre 6 e 7 de março de 2015 no O2 Arena em Praga, República Checa.

## Recordes
Antes desta competição, os recordes mundiais e do campeonato nesta prova eram os seguintes:
|                       | Nome           | Nacionalidade | Tempo     | Local     | Data                    |
| --------------------- | -------------- | ------------- | --------- | --------- | ----------------------- |
| Recorde mundial       | Daniel Komen   | Quênia        | 7m 24s 90 | Budapeste | 6 de fevereiro de 1998  |
| Recorde do campeonato | Mo Farah       | Reino Unido   | 7m 40s 17 | Madri     | 7 de março de 2009      |
| Recorde europeu       | Sergio Sánchez | Espanha       | 7m 32s 41 | Valência  | 13 de fevereiro de 2010 |

Os seguintes recordes foram estabelecidos durante esta competição: 
| Data       | Evento | Atleta   | Nacionalidade | Tempo   | Notas                 |
| ---------- | ------ | -------- | ------------- | ------- | --------------------- |
| 7 de março | Final  | Ali Kaya | Turquia       | 7.38.42 | Recorde do campeonato |

## Medalhistas
| Ouro           | Prata             | Bronze                    |
| Ali Kaya (TUR) | Lee Emanuel (GBR) | Henrik Ingebrigtsen (NOR) |

## Cronograma
Todos os horários são locais (UTC+2).
| Data       | Hora  | Evento  |
| ---------- | ----- | ------- |
| 6 de março | 18:00 | Bateria |
| 7 de março | 19:45 | Final   |

## Resultados

### Bateria
Qualificação: 4 atletas de cada bateria  (Q) mais os 4 melhores qualificados (q). 
| Posição | Bateria | Atleta              | Nacionalidade | Tempo   | Notas           |
| ------- | ------- | ------------------- | ------------- | ------- | --------------- |
| 1       | 2       | Ali Kaya            | Turquia       | 7:45.65 | Q               |
| 2       | 2       | Adel Mechaal        | Espanha       | 7:46.92 | Q,              |
| 3       | 2       | Pieter-Jan Hannes   | Bélgica       | 7:47.55 | Q,              |
| 4       | 2       | Henrik Ingebrigtsen | Noruega       | 7:47.83 | Q,              |
| 5       | 2       | Florian Carvalho    | França        | 7:48.59 | q,              |
| 6       | 2       | Yegor Nikolayev     | Rússia        | 7:49.24 | q               |
| 7       | 2       | Florian Orth        | Alemanha      | 7:51.16 | q               |
| 8       | 2       | Jesús España        | Espanha       | 7:51.56 | q               |
| 9       | 1       | Richard Ringer      | Alemanha      | 7:52.14 | Q               |
| 10      | 1       | Lee Emanuel         | Reino Unido   | 7:52.39 | Q               |
| 11      | 1       | Philip Hurst        | Reino Unido   | 7:52.57 | Q               |
| 12      | 1       | Łukasz Parszczyński | Polónia       | 7:52.57 | Q               |
| 13      | 1       | Carlos Alonso       | Espanha       | 7:52.82 |                 |
| 14      | 1       | Halil Akkaş         | Turquia       | 7:53.11 |                 |
| 15      | 1       | Stanislav Maslov    | Ucrânia       | 7:53.13 | Recorde pessoal |
| 16      | 1       | Brenton Rowe        | Áustria       | 7:53.28 |                 |
| 17      | 1       | Clemens Bleistein   | Alemanha      | 7:53.33 | Recorde pessoal |
| 18      | 1       | Paul Pollock        | Irlanda       | 7:58.78 | Recorde pessoal |
| 19      | 1       | Aleksey Popov       | Rússia        | 8:02.56 |                 |
| 20      | 1       | Thijs Nijhuis       | Dinamarca     | 8:04.97 |                 |
| 21      | 2       | Ivan Strebkov       | Ucrânia       | 8:09.04 |                 |
| 22      | 2       | Mateusz Demczyszak  | Polónia       | 8:09.30 |                 |
| 23      | 2       | Tom Lancashire      | Reino Unido   | 8:10.74 |                 |
| 24      | 2       | Andreas Vojta       | Áustria       | 8:20.56 |                 |
| 25      | 2       | Peter Ďurec         | Eslováquia    | 8:37.93 |                 |

### Final
A final foi realizada às 19:45 no dia 7 de março de 2015.  
| Posição           | Atleta              | Nacionalidade | Tempo   | Notas                |
| ----------------- | ------------------- | ------------- | ------- | -------------------- |
| Medalha de ouro   | Ali Kaya            | Turquia       | 7:38.42 | ,                    |
| Medalha de prata  | Lee Emanuel         | Reino Unido   | 7:44.48 | Recorde pessoal      |
| Medalha de bronze | Henrik Ingebrigtsen | Noruega       | 7:45.54 | Recorde nacional     |
| 4                 | Jesús España        | Espanha       | 7:47.12 | Recorde da temporada |
| 5                 | Richard Ringer      | Alemanha      | 7:48.44 |                      |
| 6                 | Adel Mechaal        | Espanha       | 7:49.59 |                      |
| 7                 | Łukasz Parszczyński | Polónia       | 7:50.11 | Recorde da temporada |
| 8                 | Florian Orth        | Alemanha      | 7:51.02 |                      |
| 9                 | Philip Hurst        | Reino Unido   | 7:51.94 |                      |
| 10                | Yegor Nikolayev     | Rússia        | 7:51.99 |                      |
| 11                | Florian Carvalho    | França        | 7:57.14 |                      |
| 12                | Pieter-Jan Hannes   | Bélgica       | 7:59.43 |                      |

Legenda
| Recorde mundial       | Recorde mundial (World record)               |                       | Recorde africano                      | Recorde africano (African) |                                           | Q | Classificado por posição (Qualified) |
| Recorde do campeonato | Recorde do campeonato (Championship record)  | Recorde da América    | Recorde da América (Americas)         | q                          | Classificado por melhor tempo (Qualified) |   |                                      |
| Melhor marca do ano   | Melhor marca do ano (World leading)          | Recorde asiático      | Recorde asiático (Asian)              | DNS                        | Não largou (Did not start)                |   |                                      |
| Recorde nacional      | Recorde nacional (National record)           | Recorde europeu       | Recorde europeu (European)            | DNF                        | Não terminou (Did not finish)             |   |                                      |
| Recorde pessoal       | Recorde pessoal do atleta (Personal best)    | Recorde da Oceania    | Recorde da Oceania (Oceania)          | DSQ / DQ                   | Desclassificado (Disqualified)            |   |                                      |
| Recorde da temporada  | Recorde da temporada do atleta (Season best) | Recorde sul-americano | Recorde sul-americano (South America) | NM                         | Sem marca (No mark)                       |   |                                      |